# 暴食のベルセルク〜俺だけレベルという概念を突破する〜
『暴食のベルセルク〜俺だけレベルという概念を突破する〜』（ぼうしょくのベルセルク おれだけレベルというがいねんをとっぱする）は、一色一凛による日本のライトノベル作品。「小説家になろう」にて2017年1月24日より連載されており、「カクヨム」にて2022年2月22日より連載中。同年3月27日に「小説家になろう」から削除された。書籍版は単行本版が2017年11月30日からGCノベルズ（マイクロマガジン社）より、文庫版が『暴食のベルセルク〜俺だけレベルという概念を突破して最強〜』のタイトルで2021年10月20日からGCN文庫（マイクロマガジン社）より、刊行されている。イラストはfame。2022年10月28日発売の単行本版第8巻で第一部が完結としている。2024年7月時点で電子版を含めたシリーズ累計部数は200万部を突破している。
メディアミックスとして、滝乃大祐によるコミカライズが『コミックライド』（同社）にて2018年3月号より連載中。また、『暴食のベルセルク』のタイトルでテレビアニメが2023年10月から12月まで放送された。

## あらすじ
神によって与えられるスキルの優劣が絶対の世界。貴族階級である聖騎士の横暴が平民を虐げる王都で腹が減るだけのスキル《暴食》を持つフェイト・グラファイトは生きるだけで精一杯の最底辺の暮らしを強いられていた。ある日、城に侵入した賊を仕留めたことで彼の運命は一変する。殺した敵の能力値とスキルを自分のものとする《暴食》の本当の力に目覚めた彼は、偶然入手した意志を持つ大罪武器の黒剣グリードの導きで聖騎士以上の力を身に着け、更に賊を討伐した礼として例外的に民に慕われる聖騎士ロキシー・ハートに雇い入れられることとなる。
ハート家の家人として居場所を得たフェイトだが、一度目覚めた《暴食》は常に命を求め、飢餓状態が続けばスキルが暴走し周囲の者全てを無差別に食い尽くすようになってしまう。認識阻害の効果のある仮面を着用して正体を隠し、武人ムクロと名乗り王都周辺のモンスターを狩り続けていたフェイトだったが、主人であるロキシーは他の聖騎士たちの陰謀で、聖騎士ですら危険な地ガリアでの討伐任務を受けることになる。
ロキシーを陰から守るためにハート家を去りガリアへと旅立つフェイトは、《暴食》と同じ七つの大罪の名を冠するスキルを持つ《憤怒》のマインや《色欲》のエリスといった大罪スキルの持ち主と出会い、自身の運命に向き合うこととなる。

## 登場人物
声の項はテレビアニメ版の声優。
フェイト・グラファイト
声 - 逢坂良太
本作の主人公。過去に父を亡くしており、後ろ盾でもあっただけに同時に村からも追い出される。王都セイファートに流れ着くが、まともな職に就けず、5大名家の一つブレリック家の聖騎士に城の門番の身代わりとして日雇いかつ、少ない給料で雇われている平民。レベルが1のまま上がらずステータスが低い上に常に空腹を抱えるだけの外れスキル《暴食》を持つ自分を持たざる者と思い込んでいたが、城を襲った手負いの盗賊にとどめを刺したことで手にかけた相手のスキルやステータスを奪い取るという《暴食》の真の効果を知ることになる。仮面をつけた時は「骸(ムクロ)」と名乗っている。
グリード
声 - 関智一
フェイトが入手した黒剣の大罪武器。人と同じように意思を持つため、フェイトの持つ《読心》スキルを通じて語りかけてくる（そのため、第三者にはグリードの声は聞こえない）。大罪スキル所持者のために作られた専用武装であり、相棒となったフェイトを口は悪いが導いていく。選ばれた使い手ならば鉄をも断つ切れ味を発揮するがそれ以外の者が使えばただの鈍らであるため、かつての使い手を失って以降中古の武器として転売された挙句、武器屋で銀貨2枚の屑武器として売られていた。フェイトが《暴食》で得たその時点における全てのステータスを捧げることで位階を上げて魔弓、大鎌といった新たな形態に変形できるようになる。
ロキシー・ハート
声 - 東城日沙子
本作のヒロインの一人。5大名家の一つで正義を重んじる家柄であるハート家の聖騎士，ブロンドの髪と青い目。ブレリック家と異なり身代わりを雇わず本人が門番の勤めを行っていたため、フェイトとは顔見知りだった。非番だったフェイトの助けで城へ侵入した盗賊を撃退することができた礼として、ハート家の家人としてフェイトを雇い入れる。
マイン
声 - 松岡美里
本作のヒロインの一人。《憤怒》の大罪スキルを持つガリア人の少女。"大罪武器" である黒斧スロースを持つ。《暴食》でないと止めを刺せない相手と戦うため、フェイトと共にガリアに向かう。大罪スキル所持者第一世代であり、ガリアが滅亡した四千年前から生き続けている。
エリス
声 - 関根瞳
本作のヒロインの一人。《色欲》の大罪スキルを持つ少女。フェイトやマインの詳細な状況を把握しているなど謎が多いが、自身は「傍観者」であるとしてフェイトに直接干渉をしようとはしない。マインと同様に見た目通りの年齢ではないが、第二世代であるためマインとはそれほど親しいわけではないとのこと。
ラーファル・ブレリック
声 - 平川大輔
聖騎士。ハド、メミルとは母親違いの長男。
ハド・ブレリック
声 - 杉村憲司
聖騎士。町で拉致させた少女をなぶり殺しにして楽しむなど聖騎士の力で好き放題していたが、フェイトによって殺害される。
メミル・ブレリック
声 - 小市眞琴
聖騎士。美少女ではあるがブレリック家の教え通り平民を蔑む価値観を持つ。
カシム
声 - 宮下栄治
盗賊。ハドの命令で町の子供をさらっていたが、フェイトによって殺害される。
サハラ
声 - 田中貴子
カシムに拉致された少女。
ディーン・グラファイト
声 - 蒼谷和樹
フェイトの父。自身が亡くなるまではフェイトの唯一の肉親だった。
ハル
声 - 柚木涼香
ハート家のメガネをかけたメイド長。
オリバー　
声 - 佐々木義人
ハート家の使用人。
ミネルバ
声 - 金子隼人
ハート家の使用人。
アド爺さん
声 - 塾一久
フェイトの知り合いの老人。
メイソン・ハート
声 - 清水優譲
ロキシーの父親。ハート家の当主として民に愛される聖騎士だったが、ガリアでの討伐任務中に命を落とす。
アイシャ・ハート
声 - 川澄綾子
ロキシーの母親。大病を患っているが、夫と娘を深く愛している。有用なスキルを持たない平民でも聖騎士である夫と結ばれ妻として支えた自分の経験から、フェイトにロキシーを支えるように頼む。
ミリア
声 - 本多真梨子
ガリア遠征参加者
ムガン
声 - 宮本崇弘
ガリア遠征参加者
ライネ
声 - 七瀬彩夏
研究者
セト
声 - 川原慶久
テトラ近くの村の住人。昔フェイトを苛めていたが、現在は自分の過ちだったと悔やんでいる。父は村長（声 - 近藤浩徳）で、娘（声 - 森嵜美穂）がいる。父の指示で村を襲うモンスターを倒せる武人を雇うべく町を訪れたが報酬が安すぎて相手にされていなかったところをフェイトと再会する。
ルドルフ・ランチェスター
声 - 福山潤
聖騎士。五大名家ランチェスター家の当主。領民をスキルの有用度でランク分けした厳格な身分制度で支配している。
バルド
声 - 遊佐浩二
サンドゴーレムを討伐したフェイトが出くわしたパーティーのリーダー。
アーロン・バルバトス
声 - 子安武人
元聖騎士で、剣聖と呼ばれた凄腕の老剣士。五大名家の一つバルバトス家の当主でもある。任務で離れている最中に領地がリッチー・ロードに襲撃を受け占領されてしまう。アンデッドに変えられた家族や領民を盾にさせたため手出しができず、聖騎士を引退して廃城となったかつての居城近くで暮らしていたところ行き場のない人々が集まり、村長のような立場となっていた。
たまたま村を訪れたフェイトが急激に高まった能力を持て余しているのを察し、師匠として剣術の基礎を伝授。《暴食》スキルを満たすために廃城へ向かうというフェイトに同行してリッチー・ロードを征伐し、家族と領民を解放した。
ルーク・バルバトス
声 - 子安光樹
アーロンの息子。リッチー・ロードに敗れてアンデッドとなっている。アニメで演じる子安光樹はアーロン役の子安武人の実子であり、父子による共演となる。
ディアナ・バルバトス
声 - 遠藤綾
アーロンの妻。リッチー・ロードにアンデッドとされ操られ、息子や領民も含めてリッチー・ロードの幻覚魔法で生前の姿でアーロンを惑わせようとする。
ノーザン・アレスタル
声 - 豊永利行
バビロンを守護する聖騎士の一族の一人。嫉妬の大罪武器、黒銃剣エンヴィーを所持している。
ルナ
声 - 稲垣好
ハニエルの核の少女。
ハニエル
声 - 蒼谷和樹
機天使(キメラ)。
ジェイド・ストラトス
声 - 林勇
武具職人。

## 用語
Eの領域
人間の限界を超えたステータスに到達した総称。その領域に達した者たちも強さに上下がある。

## 既刊一覧

### 小説

#### 単行本
- 一色一凛（著） / fame（イラスト） 『暴食のベルセルク〜俺だけレベルという概念を突破する〜』 マイクロマガジン社〈GCノベルズ〉、既刊8巻（2022年10月28日現在）
  1. 2017年11月30日発売[15]、ISBN 978-4-89637-672-2
  2. 2018年5月3日初版発行（4月28日発売[16]）、ISBN 978-4-89637-745-3
  3. 2018年10月3日初版発行（9月28日発売[17]）、ISBN 978-4-89637-818-4
  4. 2019年5月1日初版発行（4月27日発売[18]）、ISBN 978-4-89637-876-4
  5. 2019年8月5日初版発行（7月31日発売[19]）、ISBN 978-4-89637-906-8
  6. 2019年12月26日発売[20]、ISBN 978-4-89637-955-6
  7. 2020年8月31日発売[21]、ISBN 978-4-86716-045-9
  8. 2022年10月28日発売[22]、ISBN 978-4-86716-356-6

#### 文庫版
- 一色一凛（著） / fame（イラスト） 『暴食のベルセルク〜俺だけレベルという概念を突破して最強〜』 マイクロマガジン社〈GCN文庫〉、既刊8巻（2024年4月22日現在）
  1. 2021年10月20日発売[23]、ISBN 978-4-86716-199-9
  2. 2022年2月19日発売[24]、ISBN 978-4-86716-250-7
  3. 2022年4月20日発売[25]、ISBN 978-4-86716-277-4
  4. 2022年6月20日発売[26]、ISBN 978-4-86716-308-5
  5. 2022年9月20日発売[27]、ISBN 978-4-86716-334-4
  6. 2023年4月20日発売[28]、ISBN 978-4-86716-415-0
  7. 2023年9月20日発売[29]、ISBN 978-4-86716-470-9
  8. 2024年4月22日発売[30]、ISBN 978-4-86716-560-7

### 漫画
滝乃大祐によるコミカライズが『暴食のベルセルク〜俺だけレベルという概念を突破する〜』のタイトルで『コミックライド』（マイクロマガジン社）にて2018年より連載され、『暴食のベルセルク〜俺だけレベルという概念を突破する〜 THE COMIC』のタイトルで単行本が刊行されている。
また、原作小説とコミカライズを元に、フーモアがマイクロマガジン社と共同で『ピッコマ』（カカオピッコマ）の『SMARTOON』にて、ゆきやと斎藤いくみの作画によるウェブトゥーンを『暴食のベルセルク〜俺だけレベルという概念を突破して最強〜』のタイトルで2023年2月12日より連載開始され、2024年4月7日に第75話が更新された後日に、第76話が掲載され完結した。
- 一色一凛（原作） / fame（キャラクター原案） / 滝乃大祐（作画） 『暴食のベルセルク〜俺だけレベルという概念を突破する〜 THE COMIC』 マイクロマガジン社〈ライドコミックス〉、既刊13巻（2025年2月27日現在）
  1. 2018年9月28日発売[32]、ISBN 978-4-89637-822-1
  2. 2019年2月28日発売[37]、ISBN 978-4-89637-858-0
  3. 2019年7月28日発売[38]、ISBN 978-4-89637-904-4
  4. 2020年1月30日発売[39]、ISBN 978-4-89637-978-5
  5. 2020年6月30日発売[40]、ISBN 978-4-86716-026-8
  6. 2020年11月30日発売[41]、ISBN 978-4-86716-087-9
  7. 2021年6月29日発売[42]、ISBN 978-4-86716-153-1
  8. 2021年12月25日発売[43]、ISBN 978-4-86716-223-1
  9. 2022年10月31日発売[44]、ISBN 978-4-86716-351-1
  10. 2023年4月27日発売[45]、ISBN 978-4-86716-417-4
  11. 2023年10月31日発売[46]、ISBN 978-4-86716-485-3
  12. 2024年7月31日発売[47]、ISBN 978-4-86716-609-3
  13. 2025年2月27日発売[48]、ISBN 978-4-86716-715-1

## テレビアニメ
2022年10月に『暴食のベルセルク』のタイトルでテレビアニメ化が発表された。2023年10月から12月までTOKYO MXほかにて放送された。原作3巻までのアニメ化。
アニメ公式ページで《まったり解説》暴食のベルセルク動画が見られる。

### スタッフ
- 原作 - 一色一凛[11]
- 監督 - 柳沢テツヤ[11]
- シリーズ構成・脚本 - 國澤真理子[11]
- キャラクター原案 - fame
- キャラクターデザイン - 古澤貴文[11]
- 総作画監督 - 福世孝明、古澤貴文
- プロップデザイン - きむらひでふみ[51]
- 色彩設計 - 安藤智美[51]
- 美術設定 - 高橋麻穂[51]
- 美術監督 - 細田舞華、岩瀬栄治[51]
- 撮影監督 - 田中博章[51]
- 編集 - 新見元希[51]
- アクション監督 - 須賀重行
- 音響監督 - 矢野さとし[51]
- 音響効果 - 倉橋裕宗[51]
- 音楽 - 大野裕一[51]
- 音楽制作 - HIAN[51]
- 音楽プロデューサー - Daisuke "DAIS" Miyachi[51]
- プロデュース - ジェンコ[51]
- プロデューサー - 中尾幸彦、松岡貴徳、関戸公人、臼井久人、楊國祥、木内一雄、大和田智之、金庭こず恵
- アニメーションプロデューサー - 安部正次郎、鈴木誠二
- 制作協力 - エー・ライン
- アニメーション制作 - A・C・G・T[11]
- 製作 - 暴食のベルセルク製作委員会[11]

### 主題歌
主題歌はマイン役の松岡美里とエリス役の関根瞳によるボーカルユニット「EverdreaM」が担当する。
「Jekyll & Hyde」
オープニングテーマ。作詞・作曲・プロデュースはROCK★PANDAとHIPTIP。
「青の原石」
エンディングテーマ。作詞は40mP、作曲・プロデュースはROCK★PANDAとHIPTIP。

### 各話リスト
| 話数 | サブタイトル   | 絵コンテ             | 演出         | 作画監督 | 初放送日       |
| ---- | -------------- | -------------------- | ------------ | --- | -------------- |
| #01  | 持たざる者     | 柳沢テツヤ           | 柳沢テツヤ   | 松本文男 岡辰也 Lee Se Jong Kim Jeong Lim Kim Jeong Sun Oh Seung Hun Kim Mal nam Um Ju Hyoung Shin Na La 福世孝明                                   | 2023年 10月5日 |
| #02  | 飢餓ブースト   | 柳沢テツヤ           | 村山靖       | 松本文男 岡辰也 Lee Se Jong Kim Jeong Lim Kim Jeong Sun Oh Seung Hun Kim Mal nam Um Ju Hyoung Shin Na La 福世孝明                                   | 10月12日       |
| #03  | ロキシーの視察 | 鎌仲史陽             | 村山靖       | 松本文男 Lee Se Jong Kim Jeong Lim Kim Jeong Sun Oh Seung Hun Kim Mal nam Um Ju Hyoung Shin Na La 橋本久美 齋藤和広 岡辰也                          | 10月19日       |
| #04  | 冠魔物         | 西島克彦             | 村山靖       | 岡辰也 松本文男 Lee Se Jong Kim Jeong Lim Kim Jeong Sun Oh Seung Hun Kim Mal nam Um Ju Hyoung Shin Na La 今井恵 横山悦子                            | 10月26日       |
| #05  | ガリアへ       | 鎌仲史陽             | 村山靖       | 松本文男 Lee Se Jong Kim Jeong Lim Kim Jeong Sun Oh Seung Hun Kim Mal nam Um Ju Hyoung Shin Na La 岡辰也 南伸一郎 粟井重紀 齋藤和広 橋本久美        | 11月2日        |
| #06  | 憤怒の少女     | なかの★陽            | 村山靖       | 松本文男 Lee Se Jong Kim Jeong Lim Kim Jeong Sun Oh Seung Hun Kim Mal nam Um Ju Hyoung Shin Na La 岡辰也 福世孝明                                   | 11月9日        |
| #07  | 黄昏の騎士     | 柳沢テツヤ なかの★陽 | うえだしげる | 松本文男 Lee Se Jong Kim Jeong Lim Kim Jeong Sun Oh Seung Hun Kim Mal nam Um Ju Hyoung Shin Na La 今井恵 横山悦子 岡辰也                            | 11月16日       |
| #08  | 忘却の村       | なかの★陽            | 村山靖       | 岡辰也 松本文男 Lee Se Jong Kim Jeong Lim Kim Jeong Sun Oh Seung Hun Kim Mal nam Um Ju Hyoung Shin Na La 橋本久美 齋藤和広                          | 11月23日       |
| #09  | 色欲の守護者   | 西嶋克彦             | うえだしげる | 松本文男 Lee Se Jong Kim Jeong Lim Kim Jeong Sun Oh Seung Hun Kim Mal nam Um Ju Hyoung Shin Na La 横山悦子 今井恵 岡辰也                            | 11月30日       |
| #10  | 罠             | なかの★陽            | 村山靖       | 岡辰也 松本文男 Lee Se Jong Kim Jeong Lim Kim Jeong Sun Oh Seung Hun Kim Mal nam Um Ju Hyoung Shin Na La 橋本久美 齋藤和広 福世孝明                 | 12月7日        |
| #11  | デスマーチ     | 髙木啓明             | 髙木啓明     | 松本文男 Lee Se Jong Kim Jeong Lim Kim Jeong Sun Oh Seung Hun Kim Mal nam Um Ju Hyoung Shin Na La 横山悦子 今井恵 岡辰也                            | 12月14日       |
| #12  | 喰い尽くす     | 柳沢テツヤ           | 村山靖       | 松本文男 Lee Se Jong Kim Jeong Lim Kim Jeong Sun Oh Seung Hun Kim Mal nam Um Ju Hyoung Shin Na La 齋藤和広 橋本久美 横山悦子 今井恵 岡辰也 古澤貴文 | 12月21日       |

### 放送局
| 放送期間                 | 放送時間                     | 放送局     | 対象地域 | 備考                             |
| ------------------------ | ---------------------------- | ---------- | -------- | -------------------------------- |
| 2023年10月5日 - 12月21日 | 木曜 1:30 - 2:00（水曜深夜） | TOKYO MX   | 東京都   |                                  |
|                          |                              | サンテレビ | 兵庫県   |                                  |
|                          |                              | BS11       | 日本全域 | 製作参加 / BS放送 / 『ANIME+』枠 |

| 配信開始日    | 配信時間                   | 配信サイト |
| ------------- | -------------------------- | --- |
| 2023年10月2日 | 月曜 0:00（日曜深夜） 更新 | U-NEXT アニメ放題 |
| 2023年10月5日 | 木曜 1:30（水曜深夜） 更新 | dアニメストア |
| 2023年10月8日 | 日曜 1:30（土曜深夜） 更新 | ABEMA バンダイチャンネル DMM TV FOD Hulu J:COM STREAM Lemino milplus Amazon Prime Video TELASA Video Market ニコニコ動画 |
|               | 日曜 23:00 更新            | ニコニコ生放送 |

### BD
| 巻 | 発売日         | 収録話          | 規格品番   |
| -- | -------------- | --------------- | ---------- |
| 1  | 2023年12月20日 | 第1話 - 第3話   | PCXP-51071 |
| 2  | 2024年1月24日  | 第4話 - 第6話   | PCXP-51072 |
| 3  | 2024年2月21日  | 第7話 - 第9話   | PCXP-51073 |
| 4  | 2024年3月20日  | 第10話 - 第12話 | PCXP-51074 |